# 小人症
小人症（こびとしょう、dwarfism）は、顕著な低身長を示す病態のこと。侏儒症（しゅじゅしょう）、低身長症（ていしんちょうしょう）とも。

## 定義
症状として著しい低身長をきたす様々な疾患がいわゆる小人症と呼称されているが、成長ホルモン分泌不全性低身長症、原発性小人症、ラロン症候群など、身体が小さいことが主症状の小人症以外は厳密には小人症とは言えない（別の病名があり、その病気の症状として小人症のような低身長になっているため）。また、成長ホルモン分泌不全性低身長症のみ、身体障害者枠に属さない。
小人症は大きく分けて「低身長であることが主症状の本来の小人症」、「骨に関する病気による低身長からくる小人症」、「染色体異常が原因の低身長からくる小人症」、「その他の病気（主に腎機能低下など）からくる低身長による小人症」の4種類と癌などの治療による後天的とも言える小人症がある。
ただし、成長ホルモン分泌不全性低身長症など一部は身長が著しい低身長（通常、標準身長-2SD以下）であり、なおかつ本人（場合によっては家族）の希望があるか、もしくは重大な疾患を合併しているなど、治療対象となる場合に、初めて小人症という病名がつき、治療が必要な低身長として扱われる場合もある。
マスメディアでは「低身長症」と言い換えられている。厚生労働省では「小人症」を含む病名の改称を指示している。
日本のテレビでは一般的に骨が原因の軟骨無形成症が「小人症」として扱われてしまうため（洋画の小人症演者にも多いため）、原発性小人症やラロン症候群、大人の成長ホルモン分泌不全性低身長症などの本来の小人症や他の病気等が原因の小人症があることの認知度が非常に低く、小人症というと軟骨無形成症の身長（100cm - 120cm未満）や体型（おでこが出っ張り、手足が短い）だと思われてしまう状況になっている。

## 原因
様々な原因によって低身長という表現型を示している疾患群である。骨系統疾患が多く含まれ、その多くは単一遺伝子疾患である。

## 特発性低身長
特発性低身長 (ISS: idiopathic short stature) と呼ばれる。特発性低身長と診断するには、内分泌性低身長のほか、奇形、骨系統疾患（軟骨無形成症なども含む）、慢性疾患、ステロイド治療など医原性の低身長や、情緒障害、心身症、また虐待・低栄養のような劣悪な発育環境による低身長など、また現在低身長をきたす染色体による疾患（ターナー症候群など）や遺伝子による疾患など各種要因を除外し、現在医学的に解明されていない原因によるものを示す。除外診断により診断される。

## SGA性低身長症
胎内発育不全性低身長とも。在胎週数別の出生時身長、出生時体重が標準値のどちらかが-2SD以下である場合において、2〜3歳時の身長が-2SD以下である場合に診断される。成長ホルモン分泌不全性低身長症、ターナー症候群、骨系統疾患など既知の成長障害をきたす疾患でないことを確認する必要がある。また、胎内発育不全によって生まれた児は、3歳までに他の児に成長が追いつくことが多い。成長が十分追いつかなかった例では、思春期が低身長の状態でくるなどの理由により、成人身長が非常に低くなるとされる。現在、成長ホルモン治療が認められているが、日本では、公費助成（小児慢性特定疾患）の対象外である。

## 成長ホルモン分泌不全性低身長症
以前は下垂体性小人症と呼ばれていた。
下垂体前葉ホルモンである成長ホルモンは、小児期の成長（発達にも関与するという説あり）に関与しており、成長ホルモンの欠乏により低身長を引き起こすことがある。
成長ホルモン分泌刺激試験により成長ホルモン分泌低下を認めた場合に診断される。
原因としては、骨盤位分娩や交通外傷による下垂体茎の断裂によるもの、頭蓋咽頭腫、ジャーミノーマなどの腫瘍による障害による場合が多く、Pit-1遺伝子異常など遺伝性の成長ホルモン分泌欠損症はごくまれな疾患である。
国内で上記疾患と診断され治療を受けている児の多くは、成長ホルモン分泌刺激試験により1種類以上で成長ホルモンが6ng/ml以上分泌を認める、特発性低身長症の児を多く含んでいる。この場合、成長ホルモンの薬理作用による成長促進作用により低身長の改善を目的に治療されることが多い。成長ホルモン補充療法を行うと、身長改善のほかにも精神症状・血管合併症の改善など各種の利点がある。
通常、-2.0SDに達するまで成長ホルモン療法が行われる。治療の予後は治療がほとんど効かなかったり、140cm - 150cm代までは伸びる、普通の身長まで伸びる等、身長の伸びに加えて声の高さや声変わり、毛の生え具合や生理など治療の時期や（遺伝を含む）個人差で様々な部分で差がでることが多い。
また、無治療や治療しても伸びなかったりした場合などは成長以外のホルモンも乱れやすいため、肌荒れや疲労感など様々な症状が出ることが多い。
今は家で出来るホルモン注射が存在しており、肌荒れや疲労に悩む患者が使用している。

## 先天性脊椎骨端異形成症
2型コラーゲン異常症（関連疾患）とも。発生頻度は10万人に1人とされる。2型コラーゲンの変異が原因で生まれた時から低身長を示すが、軟骨無形成症と違い座高が低い（体幹短縮型低身長）。最終身長は90 - 130センチメートル、知能は正常で、多くは足の変形、膝の変形（O脚やX脚）、側弯症などがみられ、近視、網膜剥離、難聴を合併することもある。症状を緩和する対症療法として、脊髄障害、下肢変形、変形性関節症に対する整形外科的治療や視力障害に対する眼科的治療などを行うが、成長ホルモン療法は効果が期待できず通常行われない。

## 染色体異常、骨の病気、その他病気が原因による低身長
近年の米国の研究において、男性の精子のDNAの損傷と染色体異常は男性の年齢と共に増加し、遺伝子の突然変異による小人症（軟骨形成不全症 - 軟骨無形成症）の発症率は、男性が1年歳をとるごとに2%ずつ増加することが報告されている。日本では｢小人症｣として骨関連病原因の小人症が扱われやすく、他の小人症と混同されやすい。
元は成長ホルモン異常や病気が無い人でも幼少期や子供時代に癌や脳腫瘍の治療（放射線治療）による後遺症で下垂体に異常が現れ、ホルモン分泌がうまくいかなくなることで低身長になる場合がある。小頭性原発性小人症はXRCC4遺伝子の変異による。

## ラロン症候群
ラロン型低身長症、成長ホルモン不応性症候群（不応症）とも。以前はラロン型小人症と呼ばれた。
イスラエルのズヴィ・ラロン医師が発見した遺伝子異常による成長ホルモン分泌欠乏症。成長ホルモンは正常に分泌されるが肝臓内の機能が結びつかず、インスリン様成長因子1が生成されないために、身長が伸びなくなる。エクアドルには遺伝によるラロン症候群患者が多く存在する地域があり、この人びとはがんや糖尿病にかかりにくいとして注目されている。

## 小人症の著名人
太字は存命
- 朝霧裕（シンガーソングライター、作家）
- 白木みのる（俳優）
- DAIKI（ダンサー、俳優）
- TERU(俳優)
- 徳南晴一郎（漫画家）
- 何平平（2008年時ギネス認定で世界一背の低かった人物。2010年死去）
- プリティ太田（プロレスラー）
- マメ山田（マジシャン）
- ミッキー岡野（歌手）
- 山田孝野次郎（社会運動家）
- 米良美一（声楽家）

- アンリ・ド・トゥールーズ＝ロートレック（画家）
- エディ・ゲーデル（野球選手）
- エマニエル・ルイス（俳優、歌手。日本では「エマニエル坊や」として知られる）
- エルヴェ・ヴィルシェーズ（俳優）
- オーヴィッツ一家（小人症ばかりの家族）
- グル・モハメッド（人類史上2番目に背の低い人物。チャンドラ・バハドゥール・ダンギの生存が確認されるまでの人類史上最も背の低い人物であった）
- ゲーリー・コールマン（俳優、「アーノルド坊やは人気者」主演）
- ケニー・ベイカー（俳優、「スター・ウォーズ」シリーズのR2-D2役で知られる）
- ゴッデス・バニー（ドラァグ・クイーン）
- ジェイソン・アキュナ（俳優、テレビ司会者）
- ジョティー・アムゲ（2009年に世界一背の低いティーンエイジャーに認定されたインド人女性）
- ダニー・ウッドバーン (俳優、コメディアン)
- チャールズ・ストラットン（「親指トム将軍」の愛称で知られる小人の芸人）
- チャンドラ・バハドゥール・ダンギ（2012年に生存が確認された、ギネスブック認定の人類史上最も背の低い人物）
- ディープ・ロイ（俳優）
- ドール・ファミリー（ドイツ出身の小人の家族）
- トニー・コックス（俳優）
- ピーター・ディンクレイジ（俳優）
- ビリー・バーティ（俳優）
- ブッシュウィック・ビル（英語版）（ヒップホップ歌手。ゲトー・ボーイズのメンバー）
- ブリジット・パワーズ（英語版）（ポルノ女優）
- ポーリン・マスターズ（ギネスブック認定の人類史上最も背の低い女性）
- ホーンズワグル（プロレスラー）
- マーティン・クレバ（英語版）（俳優、パイレーツ・オブ・カリビアンシリーズなどに出演）
- ミシェル・ペトルチアーニ（ジャズ・ピアニスト）
- メレディス・イートン（英語版）（女優）
- ワーウィック・デイヴィス（俳優 ハリー・ポッターシリーズなどに出演）
- ヴァーン・トロイヤー（俳優）
- ミニー・ウォーレン（興行師P・T・バーナムのもとで活躍した芸人）
- アダム・ライナー - オーストリア出身。10代後半から20代前半頃までは小柄だったが、それ以降は急成長を遂げ、小人症、巨人症のどちらにも該当した。
- リオネルメッシ（サッカー選手）
- ルシア・サラーテ（ギネスブック認定の人類史上最も体重の軽い成人）
- フェリックス・シラ（俳優、スタントマン）
- ゼルダ・ルビンスタイン（女優）